# ホセ・マヌエル・カタラ
ホセ・マヌエル・カタラ・マスエコス（José Manuel Catalá Mazuecos, 1985年1月1日 - ）は、スペイン・バレンシア州アリカンテ県ビジャホヨーサ/ラ・ビラ・ホヨーサ出身のサッカー選手。ラシン・フェロル所属。ポジションはDF（センターバック）。

## 経歴
1985年にビジャホヨーサ/ラ・ビラ・ホヨーサに生まれた。地元のバレンシアCFの下部組織でキャリアをスタートさせ、ビヤホヨサCFへのレンタル移籍を始め、州内のセグンダ・ディビシオンB（3部）のチームを転々とする数シーズンを送る。2008年についにアリカンテCFでセグンダ・ディビシオン（2部）昇格を果たすものの、2009年には1年でセグンダ・ディビシオンB降格となり、その後はビジャレアルBに移籍。
2010-11シーズンには、既に25歳という年齢ながらトップチームに初招集され、シーズン後半には当時スペイン代表のレギュラーであったジョアン・カプデビラをベンチへ、そしてシーズン後には移籍へ追いやる活躍を見せた。しかし2011-12シーズンは序盤戦こそレギュラーを確保したが、フランシスコ・モリーナ監督就任を機に出場機会を減らし、ミゲル・アンヘル・ロティーナ監督に代わっても状況は一変せず、チームもセグンダ・ディビシオン降格となった。
2012年にはセグンダで低迷を続けるレアル・ムルシアへ移籍。
2014年8月8日、ギリシャ・スーパーリーグのヴェリアFCに加入した。2015年7月11日、セグンダ・ディビシオンBのラシン・フェロルに移籍し、母国に復帰した。